# Bezpečnostní letectvo
Bezpečnostní letectvo (BL) byl název leteckého policejního útvaru, který existoval v letech 1945 až 1950 na území Československa. Předchůdcem útvaru byly v letech 1935 až 1939 Četnické letecké hlídky a nástupcem se stala Bezpečnostní letka.

## Historie

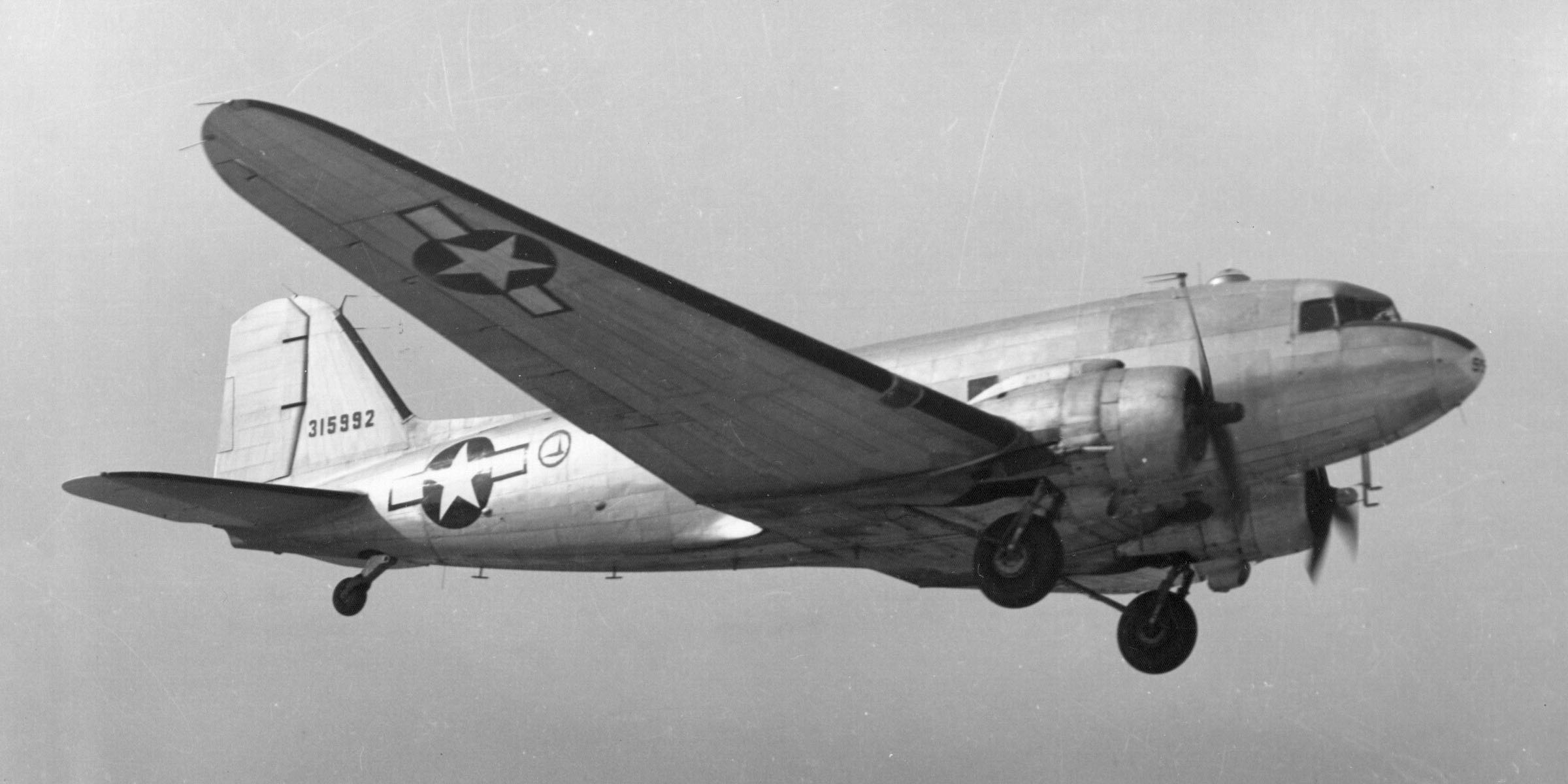
Americké dopravní letouny Douglas C-47 Skytrain sloužily v Československu pod označením D-47 (ilustrační foto)

První letecký útvar, který v Československu existoval, byly Četnické letecké hlídky. Ty byly zavedeny v roce 1935, ale s příchodem druhé světové války v roce 1939 byla jejich činnost ukončena. Během války neexistoval v Protektorátu Čechy a Morava žádný letecký policejní útvar. Od prosince 1943 uvažovala exilová vláda v Londýně o znovuobnovení policejního letectva na území Československa. Exilová vláda v roce 1944 podepsala Chicagskou úmluvu o mezinárodním civilním letectví. Úmluva byla oficiálně přijata v roce 1947 a zaručovala Československu mimo jiné také výlučnou svrchovanost nad svým vzdušným prostorem.
V květnu 1945 vznikl Letecký oddíl Pohotovostního pluku 1, který spadal organizačně pod Zemské velitelství Sboru národní bezpečnosti. Zemský velitel Sboru národní bezpečnosti schválil v červnu 1945 existenci útvaru. Mezi hlavní úkoly útvaru patřilo zpočátku zajistit leteckou techniku a personál pro obnovu policejního letectva. Nový letecký útvar se v červenci dostal pod správu Oddělení leteckých hlídek Hlavního velitelství Sboru národní bezpečnosti v Praze. V roce 1946 začalo docházet k výstavbě stanovišť pro letecké hlídky. Od února 1946 spadal útvar pod Velitelství letectva Sboru národní bezpečnosti, které bylo řízeno přímo ministerstvem vnitra. Od 25. března 1946 existoval oficiálně nový letecký policejní útvar pod názvem Letectvo Sboru národní bezpečnosti (LSNB), avšak již v prosinci 1947 byl změněn název útvaru na Bezpečnostní letectvo. Bezpečnostní letectvo bylo součástí Sboru národní bezpečnosti.

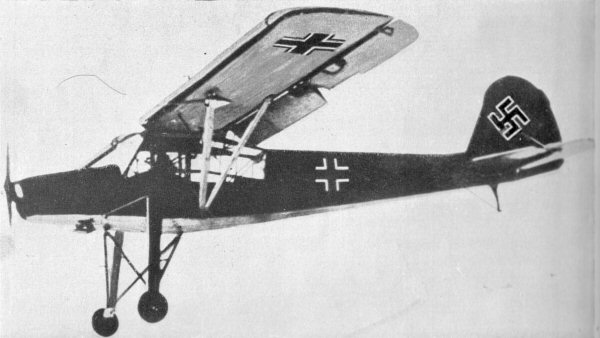
Německé letouny Fieseler Fi 156 sloužily od roku 1946 u Bezpečnostního letectva pod označením K-65 (ilustrační foto)

Od roku 1946 do roku 1948 vzniklo na území Československa celkem deset leteckých hlídek Bezpečnostního letectva. Letecké hlídky byly zřízeny v Praze, Českých Budějovicích, Plzni, Karlových Varech, Jičíně, Brně, Olomouci, Bratislavě, Rimavské Sobotě a v Košicích. Mezi hlavní úkoly Bezpečnostního letectva patřilo chránit svrchovanost československého vzdušného prostoru, kontrolovat civilní letecký provoz, páchat po pachatelích trestné činnosti a vykonávat záchrannou činnost v případě živelních pohrom nebo leteckých nehod. Bezpečnostní letectvo mělo vlastní velitele, zástupce velitele, důstojníky (piloty), letecké mechaniky, radiotelegrafisty, radiomechaniky a další zaměstnance.
V květnu 1950 vzniklo Ministerstvo národní bezpečnosti, pod jehož správu se Sbor národní bezpečnosti dostal. Ochrana státních hranic a československého vzdušného prostoru tak spadala nově pod vojenské letectvo, které již mělo novou techniku a disponovalo radarovým zázemím. Hlavní úkoly Bezpečnostního letectva tak byly převedeny pod nové vojenské útvary. Nově vznikla také Státní letecká inspekce, která měla na starosti dozor nad civilním letectvím. Množství činností Bezpečnostního letectva se i nadále snižovalo, což vedlo až k ukončení jeho činnosti 23. prosince 1950.

## Letadla
Letecký park Bezpečnostního letectva tvořily hlavně německé letouny ukořistěné během války a také letouny, které Československo získalo darem od vítězných mocností. Jednalo se především o lehké kurýrní, stíhací, transportní a spojovací letouny. První letadla, která Bezpečnostní letectvo získalo, byly dva stroje K-65A a S-99. K ochraně československého vzdušného prostoru sloužily stíhací letouny S-99, S-97 a S-89. K výcviku pilotů se používaly především stroje CS-99, CS-199 a CS-95. Dalšími používanými letadly byly stroje K-63, K-65A, K-68, K-74, K-75, C-2B, C-104 a C-106. K transportu osob a materiálu používalo Bezpečnostní letectvo dopravní letadla D-44, D-47 a jeden stroj D-52. Od roku 1946 sloužil u Bezpečnostního letectva první vrtulník VR-1.